# Hồi ký
Hồi ký là sáng tác thuộc nhóm thể loại ký, thiên về trần thuật từ ngôi tác giả, kể về những sự kiện có thực xảy ra trong cuộc đời tác giả.

## Phạm vi thể loại
Hồi ký rất gần với nhật ký ở hình thức giãi bày, không dùng các thủ pháp cốt truyện, cách kể theo thứ tự thời gian, chú ý đến các sự kiện mang tính chất tiểu sử.
Ngược lại, hồi ký khác với tự truyện ở chỗ hồi ký đặt trọng tâm vào một số sự kiện trong khi tự truyện có phạm vi rộng lớn hơn, kéo dài cả đời người. Theo nhà văn Gore Vidal thì tự truyện cũng đòi hỏi đối chiếu rõ ràng ngày tháng trong lịch sử còn hồi ký là do chính trí nhớ của tác giả ghi nhận.
Về mặt chất liệu, về tính xác thực không có yếu tố hư cấu thì hồi ký rất gần với văn xuôi lịch sử, tiểu sử khoa học, ký sự tư liệu lịch sử. Tuy nhiên, khác với các sử gia và các nhà nghiên cứu tiểu sử, người viết hồi ký chỉ tái hiện phần hiện thực thường nằm trong tầm nhìn của mình, căn cứ chủ yếu vào những ấn tượng và hồi ức của bản thân mình. Do vậy trong toàn bộ tác phẩm có sự nổi trội của bản thân người viết hoặc cái nhìn của người viết vào tất cả những gì được kể lại, miêu tả lại.

## Đặc tính
Hồi ký mang đậm tính chủ quan. Các sự kiện được kể lại không khỏi chịu tác động bởi các quy luật quên lãng, làm méo lệch của cơ chế hồi ức. Tính chủ quan khiến cho hồi ký không thể so bì với các tư liệu gốc, các chứng tích, về tính xác thực. Tuy nhiên, sự thiếu hụt sự kiện, thông tin hay sự phiến diện về đối tượng miêu tả trong hồi ký lại được bù đắp bởi văn phong sinh động, cảm tưởng trực tiếp của cá nhân tác giả.

## Kiểu loại
Tương tự các thể loại văn xuôi nghệ thuật khác, hồi ký rất đa dạng về kiểu loại, tương đối ít định hình về cấu trúc và định hướng thẩm mỹ. Có những tác phẩm hồi ký rất gần với văn xuôi lịch sử, lại có những tác phẩm gần với tiểu thuyết. Ở thế kỷ 19 và nhất là thế kỷ 20 lại phổ cập một dạng hồi ký viết về các nhà văn, nghệ sĩ, nhà hoạt động xã hội hay chính trị gia, gọi là chân dung văn học.